# Jürgen Beneke
Jürgen Beneke (ur. 23 lutego 1972) – niemiecki kolarz górski, trzykrotny medalista mistrzostw Europy, a także zdobywca Pucharu Świata.

## Kariera
Największy sukces w karierze Jürgen Beneke osiągnął w 1993 roku, kiedy zwyciężył w klasyfikacji generalnej downhillu Pucharu Świata w kolarstwie górskim. W klasyfikacji tej bezpośrednio wyprzedził Amerykanina Johna Tomaca oraz Włocha Stefano Miglioriniego. Ponadto w sezonach 1994 i 1997 zajmował drugie miejsce: w pierwszym przypadku lepszy był tylko Francuz François Gachet, a w drugim Corrado Hérin z Włoch. Nigdy nie zdobył medalu na mistrzostwach świata, zdobył jednak trzy medale mistrzostw Europy. Najpierw zajął drugie miejsce podczas ME w Bassano del Grappa w 1996 roku, a w dwóch kolejnych latach zdobywał brązowe medale. Nigdy nie wystąpił na igrzyskach olimpijskich. 